# Юрченко Надія Семенівна
Надія Семенівна Юрченко (26 квітня 1956, м. Суми) — українська мистецтвознавиця, музейниця. Член Національної спілки художників України (1990—2016) та Міжнародної ради музеїв (англ. International Council of Museums; ICOM). Дочка художників С. М. Блайваса та В. С. Юрченко.

## Життєпис
Надія Семенівна Юрченко народилася в Сумах 26 квітня 1956 року в родині художників. Батько Семен Мойсейович Блайвас — відомий в Україні художник театру, сценограф, мати Віра Степанівна Юрченко — професійна художниця, графік харківської школи — відіграла значну роль у створенні в Сумах товариства художників, на базі якого згодом була утворена обласна організація Спілки художників України.
1982 року закінчила факультет теорії та історії мистецтв Київського художнього інституту (нині — Національна академія образотворчого мистецтв і архітектури). Її вчителями з фаху були відомі вітчизняні мистецтвознавці П. Говдя, Г. Заварова, Д. Колесникова, Л. Міляєва.
1975 року почала працювати в Сумському обласному художньому музеї, з 1982 року — головний зберігач, 2016—2022 рр. — директорка музею.
За роки діяльності Н С. Юрченко зібрання музею збагатилося втричі, насамперед творами образотворчого мистецтва: Шевченкіаною, Чеховіаною, серіями ілюстрацій до «Слова о полку Ігоревім», скульптурною спадщиною І. Кавалерідзе, творами давнього та сучасного мистецтва.
Учасниця багатьох обласних, всеукраїнських та міжнародних наукових конференцій з питань мистецтвознавства та музейної справи.

## Наукова робота
Авторка понад ста наукових праць і досліджень: статей про художників, каталогів виставок, альбомів. Статті Н. С. Юрченко публікувалися на сторінках журналів «Образотворче мистецтво», «Музейний провулок», «Антиквар», обласних періодичних видань.
Однією з основних тем досліджень мистецтвознавиці є український іконопис, вона авторка досліджень про ікони Богородиця Молченська, Богородиця Охтирська, «Коронування Богородиці», слобожанська ікона XVII століття «Дейсіс» та інші святині.
Вивчає та популяризує творчу спадщину художників-земляків: Никанора Онацького, Георгія Нарбута, Давида Бурлюка, Івана Кавалерідзе, мистецтво родини Кричевських, сучасних митців Сумщини.
Атрибутувала понад 40 творів художників Італії, Нідерландів, Польщі, Німеччини, Франції та ін..
Була кураторкою виставкових проєктів:
- 1992 р. — «Іконопис ХІХ ст. з колекції Сумського художнього музею» — пересувна виставка в трьох містах Північної Італії. Підготовлено каталог.
- 1998 р. — «Святий вогонь негаснучої віри» — виставка творів іконопису, живопису та декоративно-ужиткового мистецтва XVIII—ХІХ ст. (до 2000-ліття Різдва Христового).
- 2002 р. — «Мистецьки скарби Сумщини» (з колекцій художніх музеїв Сум, Лебедина та Роменського краєзнавчого музею) — виставка в Українському Домі (Київ).
- 2003—2010 рр. — цикл виставок художників-емігрантів.
- 2005—2020 рр. — цикл виставок «Відреставровані шедеври».
- 2011 р. — «Польське мистецтво в зібранні Сумського художнього музею ім. Н. Онацького». Проєкт став одним із переможців спеціального конкурсу «Музейна подія року», оголошеного «Українським центром розвитку музейної справи» спільно з Польським інститутом у Києві. Підготовлено двомовний каталог образотворчої та декоративної колекції польського мистецтва.
- 2017 р. — «Ми йшли в життя окремими шляхами» (виставка до 80-річчя страти Никанора Онацького).

Авторка альбому-монографії «Никанор Онацький: Ідентифікація», виданого до 145-річчя від дня народження засновника музею.
До 100-річчя Сумського обласного художнього музею на основі архівних джерел відтворила основні етапи його історії, систематизувала бібліографічні відомості про публікації науковців музею за 20 років (2000—2022).
Було видано новий буклет про колекцію музею, листівки, магніти. Організовано проведення ювілейної Всеукраїнської науково-практичної конференції.
Ініціаторка інтернет-проєктів  «Мистецька скарбниця», «Вшануймо митця».

## Нагороди
- Нагороджена Почесною грамотою Міністерства культури України (2009).
- Лауреатка конкурсу «Україна — 3000» на кращу виставкову коцепцію, оголошеного «Українським центром розвитку музейної справи» спільно з Польським внститутом у Києві (2011)[5].

## Вибрані публікації
- Antiche icone dalla pinacoteca di Sumy Ucraina : [catalogo]. — Longarone [Italia], 1988. — (італ.).
- Дар Союза художников СССР. Живопись : кат. выставки / Сумский художественный музей ; сост. Н. С. Юрченко. — Сумы, 1989. — 35 с. : ил. — (рос).
- Сумской художественный музей. Живопись. Графика. Скульптура : [буклет] / авт. Н. Юрченко. — Сумы, 1989. — (рос.).
- Ученики Онацкого : кат. выставки / Сумский художественный музей ; авт. текста, вступ. ст. и сост. Н. С. Юрченко. — Сумы : Облполиграфиздат, 1989. —12 с. : фот., ил. — (рос.).
- Українська старовина XVIII–поч. XX ст. : кат. виставки / Сумський художній музей ; уклад. : В. А. Донченко, Н. С. Юрченко. — Суми : Ред.-вид. відділ облуправління по пресі, 1991. — 10 с.
- Постигая космос бытия. Выставка графики и керамики : каталог / Сумский художественный музей ; сост. : Н. С. Юрченко, Л. К. Федевич. — Сумы : Ред.-изд. отдел облуправления по печати, 1991. — 16 с.
- Antiche icone dalla pinacoteca di Sumy Ucraina : [katalog]. — Longarone [Italia], 1992. – 93 p. : il. — (італ.)
- Шевченкіана в колекції Сумського та Лебединського художніх музеїв : каталог / Сумський обл. художній музей ; Лебединська філія Сумського обласного художнього музею ; авт. тексту: Н. С. Юрченко та ін. — Суми : Ред.-вид. відділ облуправління по пресі, 1993. —   28 с.
- Н. Х. Онацький. 1875—1937 : каталог / Сумський художній музей ; авт. і упоряд. Н. С. Юрченко. — Суми : Слобожанщина, 1995. — 28 с.
- Святий вогонь негаснучої віри: виставка творів іконопису, живопису та декоративно-ужиткового мистецтва XVIII—ХІХ ст. : [буклет] / Сумський художній музей ім. Никанора Онацького ; авт. тексту Н. С. Юрченко. — Суми : Університетська книга, 1998 : іл.  — (До 2000-ліття Різдва Христового).
- Святині Сумщини. Духовне світло Богородиці Охтирської : (до 265-річчя явлення чудотворного образу) : [буклет] / Сумський обласний художній музей ім. Никанора Онацького ; авт. тексту Н. С. Юрченко. — Суми, 2004. — 8 с. : іл.
- Мистецька спадщина Кричевських на Сумщині : [буклет] / Сумський обл. художній музей ім. Н. Онацького ; авт. тексту Н. С. Юрченко. — Суми : Університетська книга, 2005. —16 с.
- Никанор Харитонович Онацький (1875–1937) : (до 130-річчя від дня народження) / Сумський обл. художній музей ім. Н. Онацького ; авт. тексту: Г. В. Ареф’єва, Н. С. Юрченко. — Суми : Університетська книга, 2005. — 24 с.
- Твори Роберта Фалька у зібранні Сумського художнього музею ім. Н. Онацького : [катаалог] / Сумський обл. художній музей ; авт.-упоряд. Н. С. Юрченко. — Суми : Університетська книга, 2007. — 16 с.
- Никанор Онацький: Ідентифікація : альбом-монографія життя і творчості /  Н. Юрченко, Г. Ареф'єва, Г. Святець. — Суми : Триторія, 2020. — 180 с. : іл.